# Bridgeton, North Carolina
Bridgeton är en kommun (town) i Craven County i North Carolina. Vid 2020 års folkräkning hade Bridgeton 349 invånare.